# Rita Lee: Mania de Você
Rita Lee: Mania de Você é um documentário brasileiro lançado em 8 de maio de 2025 pela plataforma de streaming Max. Dirigido por Guido Goldberg e produzido pela argentina Mandarina Contenidos, o filme apresenta um retrato inédito da cantora e compositora Rita Lee, ícone da música brasileira conhecida como a “rainha do rock nacional”.

## Enredo
O documentário mergulha profundamente na vida e na carreira de Rita Lee, apresentando entrevistas e depoimentos exclusivos que revelam momentos pouco conhecidos de sua trajetória. Um dos destaques é a leitura de uma carta deixada pela própria artista à sua família. Com uma narrativa intimista, o filme alterna entre imagens de arquivo e falas de pessoas próximas, proporcionando uma nova perspectiva sobre a personalidade e o legado de Rita.

## Elenco
- Rita Lee
- Beto Lee
- Ney Matogrosso
- Gilberto Gil
- Roberto de Carvalho
- João Lee
- Antônio Lee